# Cláudio Taffarel
Cláudio André Mergen Taffarel (født 8. maj 1966 i Santa Rosa, Brasilien) er en tidligere brasilianskfodboldspiller og nuværende målmandstræner for tyrkiske Galatasaray SK, der som målmand spillede over 100 landskampe for Brasilien, som han blandt andet blev verdensmester med ved VM i 1994 i USA. Han var også med til at vinde Copa América i både 1989 og 1997, og var en del af den brasilianske trup til yderligere en lang række slutrunder, blandt andet VM i 1990 og VM i 1998.
På klubplan spillede Taffarel for flere brasilianske og europæiske klubber, blandt andet SC Internacional og Galatasaray SK. Med Galatasaray vandt han to tyrkiske mesterskaber, to pokaltitler, samt både UEFA Cuppen og UEFA Super Cuppen i år 2000. Han vandt også Pokalvindernes Europa Cup i 1993 med Parma FC.